# De Koninkrijken der Renaissance
De Koninkrijken der Renaissance of kortweg de Koninkrijken is een RPG dat zich afspeelt in de 15e eeuw, op het einde van de middeleeuwen. Het  spel werd gelanceerd op oktober 2004 en is sinds eind maart 2007 vertaald van het Frans naar het Nederlands door de leden van The Flemish Lion, een in-game gilde. Het spel bestond reeds in het Frans, Engels en Duits. Ook nu nog worden er regelmatig nieuwe talen toegevoegd zoals onder andere Grieks en Zweeds. De maker van het spel is Lévan Sardjevéladzé in samenwerking met de Franse Celsiusgroep.

## Het spel
Het spel is volledig gratis. Er is wel een mogelijkheid om te doneren, hetgeen je een (tijdelijke) adellijke titel oplevert, of enkele bonussen. In tegenstelling tot vele andere games maakt het doneren het spel niet oneerlijk tegenover mensen die niet doneren.
In Game (IG) draait het spel rond het laten ontwikkelen van een karakter naar hogere levels. Hiervoor moet men vis of groenten eten, kleren kopen, een tarweveld oogsten, kleren maken, varkens slachten, et cetera. Alles kan naar vrije keuze en inzicht. Bovendien is er ook de mogelijkheid om burgemeester te worden van een stad. Men kan zelfs raadslid worden van de provincie door middel van verkiezingen en dus ook een actieve politieke strijd voeren. Deze raadsleden moeten bijvoorbeeld wetten opstellen waaraan de bevolking zich moet houden. Anderzijds kunnen burgers revolteren tegen de gevestigde macht, dit gebeurt zelden en als het gebeurt, meestal door goed georganiseerde groeperingen met criminele doeleinden. Want ook het bewandelen van die weg is een mogelijkheid in De Koninkrijken.
Buiten het IG-gedeelte van het spel, is er ook het RP (Role-play) gedeelte dat zich voornamelijk op de forums en in de herbergen (chatrooms) afspeelt. Daar kan een karakter uitgroeien tot een echte baron of graaf, tot priester of bisschop, tot veldwachter, tot dorpsgek en meer. Adellijke titels worden verleend door de provincieleiders, de graaf van Holland, de hertog van Brabant. Deze worden gekozen door de provincieraad.

### Graafschap Holland
De Nederlandstalige versie heeft al meer dan 1000 spelers. Die spelen in de zes onderling verbonden steden Heusden, Utrecht, Rotterdam, Leiden, Haarlem en Amsterdam, in het Graafschap Holland. Het Graafschap Holland is momenteel nog het enige Nederlandstalige deel in het spel, later zullen misschien het hertogdom Brabant en Gelre volgen, zoals werd aangekondigd. Uiteraard is er ook de mogelijkheid om te spelen in Frankrijk, Schotland, Bulgarije, noem maar op, hoewel men de taal van de lokale bevolking moet spreken. Het graafschap Vlaanderen bestaat ook maar is Franstalig, tot groot ongenoegen van enkele spelers die naar hun bakermat willen terugkeren. Men moet opletten dat dit een historisch spel is en dat het graafschap Vlaanderen niet overeenkomt met het huidige Vlaanderen. Het graafschap Vlaanderen komt overeen met de huidige provincies Oost- en West-Vlaanderen. De rest van het huidige Vlaanderen behoorde tot het hertogdom Brabant en prinsbisdom Luik die niet in het spel zijn opgenomen.

#### Politiek in het graafschap Holland
Het graafschap Holland is in het spel een provincie van het keizerrijk Sacrum Romanorum Imperium Nationis Germanicæ. Bijgevolg is er in het graafschap geen nationale politiek, maar enkel provinciale politiek en stedelijke politiek.

##### Provinciale politiek
De provinciale politiek wordt gevoerd door de Provinciale Raad. Zij wordt democratisch verkozen door de inwoners van de provincie voor een termijn van 2 maanden. De Provinciale Raad bezit zowel de uitvoerende macht, de wetgevende macht (gedeeltelijk) als de rechterlijke macht. Er worden steeds 12 raadsleden verkozen die nadien een graaf, te vergelijken met een eerste minister, uit hun midden dienen te kiezen. De gekozen graaf kiest dan (in samenspraak) 10 functionarissen uit de 11 overgebleven raadsleden:
- een Woordvoerder
- een Minister van Onderwijs, Cultuur en Religie (MvOCR)
- een Minister van Handel (MvH)
- een Baljuw
- een Mijnopzichter
- een Openbare Aanklager (OA)
- een Rechter
- een Schout
- een Kapitein
- een Sergeant

Het overblijvende raadslid krijgt geen functie, maar wordt Algemeen Raadslid. Hij/Zij heeft dus ook het recht om wetsvoorstellen in te dienen.
Bij de Provinciale Raadsverkiezingen worden de kandidaten voorgesteld in lijsten van 12 die bepaald worden door oprichter van de lijst. Er kan enkel gestemd worden op een volledige lijst, niet op de kandidaten afzonderlijk. In principe kan elke burger van het graafschap een lijst oprichten, maar in de praktijk is de grootste partij de partij "Samen voor Holland".

##### Stedelijke politiek
In de steden is er op politiek vlak enkel de burgemeester. Hij/zij wordt elke maand verkozen door de inwoners. Zijn/haar functie is het dagelijkse bestuur van de stad: het beheren van de stadsherberg, regelen van de lokale handel, beperkte veiligheidsmaatregelen treffen ... In feite is de Burgemeester de enige verkozen functionaris van de stad. Hij/zij kan wel een hoofdmentor benoemen voor vervanging bij afwezigheid en een Stadsraad om hem/haar bij te staan. Beide zijn echter niet verplicht.
Indien een stad beschikt over een haven, volgt hieruit een bijkomende functie: de havenmeester. Hij/zij wordt politiek benoemd door de Provinciale Raad voor onbepaalde duur en staat in voor het beheer van 1 bepaalde haven. De Havenmeester dient wel een inwoner te zijn van de desbetreffende stad.

## Niveaus
In het spel zelf, IG, zijn er verschillende stadia die je kunt doorgaan om zo meer mogelijkheden te krijgen. Zoals het bakken van brood, het smeden van een zwaard, het studeren, etc.

### Niveau 0 - Zwerver
Iedere speler begint op niveau 0. In dit stadium ben je niks, je moet dus zo snel mogelijk naar niveau 1 opklimmen om een beetje macht en roem te verkrijgen. Als een simpele zwerver hebt je alleen een paar broden en 50 florijnen. Om niveau 1 te bereiken heeft men 90 florijnen nodig en 5 faampunten. Die faampunten kun je verkrijgen door te werken voor de kerk of indien een speler je vertrouwen schenkt. Het benodigde geld is te vergaren door te werken in de mijnen. Als je alle benodigdheden hebt kun je met de secretaris van de Graaf van je provincie gaan praten die je de volgende dag een veld naar jouw keuze zal geven.

### Niveau 1 - Boer
Nu heb je een veld, een bron van inkomsten. Je kan kiezen tussen een gierstveld, een tarweveld, een groenteveld, een koeienveld, een varkens- of schapenfokkerij. Het een is al wat moeilijker dan het ander, zo vragen dieren meer zorg dan gewassen. Om verder te gaan naar niveau 2 heb je kleren nodig en 500 florijnen en al je karakteristieken moeten minstens 20 zijn. Je karakteristieken zijn: Spierkracht, Intelligentie en Charisma. Zodra je dat allemaal hebt kun je weer naar de secretaris. Ditmaal ontvang je een atelier.

### Niveau 2 - Ambachtsheer
Als niveau 2 kun je een ambacht uitoefenen; schrijnwerker, kleermaker, bakker, molenaar, smid of slager. Deze produceren elk hun specifieke producten. Voor niveau 3 ten slotte, het op een na hoogste niveau, heeft men 2500 florijnen, alle kledij en 60 in alle karakteristieken en een van de karakteristieken op 120. Dan ga je weer naar de secretaris van de Graaf en hij geeft je een flinke dosis basiskennis mee in het door jouw gekozen domein.

### Niveau 3 - Geleerde
Als niveau 3 kun je studeren en later ook lesgeven aan ambachtslieden en andere geleerden. Je kunt kiezen uit twee domeinen om te studeren, deze zijn nog verder onderverdeeld. Enerzijds is er de keuze voor Staat. Daaronder valt weer Staatkunde en Kunst van de Oorlogsvoering. Anderzijds is er Wetenschap, waaronder Geneeskunde en Moraal (De Kerk) valt.
Dan is er ook de mogelijkheid om Wetenschap en technieken te studeren, evenals Navigeren. Deze zijn losstaand van het voorgaande te bestuderen.
- Staat
  - Staatkunde
    - Beginselen van de Geschiedkunde
    - Studie van de gouvernementele instituten
    - Principes van het Recht
    - Communicatietechnieken
    - Werking van de belastingheffing
    - Handel

  - Kunst van de Oorlogsvoering
    - Beginselen van de Geschiedkunde
    - Kunst van het Oorlog voeren
    - Beginselen van de militaire tactiek
    - Beginselen van de militaire strategieën
    - Gevorderde strategie
- Wetenschap
  - Geneeskunde
    - Beginselen van de Biologie
    - Beginselen van de Anatomie
    - Beginselen van de Geneeskunde
    - Gevorderde geneeskunde
    - Bronchitis herkennen
    - Griep herkennen
    - Dysenterie herkennen
    - De pest herkennen
    - Koudvuur herkennen

  - Moraal (De Kerk)
    - Fundamenten van de leer van Aristoteles
    - Logica
    - Het ontstaan van de wereld
    - De zin van het bestaan
    - Theologie: wetenschap van fundamentele kwesties
    - Ontologie: de wetenschap van het "zijn"
    - De Rooms-Aristotelische Kerk: Organisatie en Geschiedenis
    - Het Goede
    - De deugd
    - Plezier en Genoegens
    - Soberheid
    - Gerechtigheid
    - De Vriendschap
    - Een Zevende Ding
- Overig
  - Wetenschap en technieken
    - Metselen

  - Navigeren
    - Beginselen van de maritieme vaardigheden
    - Gevorderde maritieme vaardigheden
    - Expert maritieme vaardigheden
    - Beginselen van de maritieme vechtkunst
    - Gevorderde maritieme vechtkunst
    - Beginselen van de maritieme techniek
    - Gevorderde maritieme techniek
    - Astronomie

### Niveau 4 - Landheer
Kort geleden is Niveau 4 erbij gekomen. Deze wordt uitgereikt aan mensen met speciale verdiensten, zoals meerdere malen gezeteld te hebben in de provincieraad of met regelmaat burgemeester te zijn geweest.
Het doel van een Niveau 4 is om z'n eigen landhuis met bijkomende luxe producten op te bouwen.